# Действительный государственный советник налоговой службы Российской Федерации
Действительный государственный советник налоговой службы Российской Федерации I, II и III ранга — высшие классные чины федеральных государственных гражданских служащих Министерства Российской Федерации по налогам и сборам в 2001—2006 годах.

## История
Чины установлены Указом Президента Российской Федерации от 19 июля 2001 г. № 876 «Об утверждении Положения о классных чинах государственных служащих федеральной государственной службы Министерства Российской Федерации по налогам и сборам и его территориальных органов и об установлении ежемесячной надбавки к должностному окладу за классный чин». Этим же указом установлено, что чин действительного государственного советника налоговой службы Российской Федерации I ранга присваивается первым заместителям Министра Российской Федерации по налогам и сборам, II ранга — заместителям Министра Российской Федерации по налогам и сборам, III ранга — руководителям департаментов Министерства Российской Федерации по налогам и сборам (Министр Российской Федерации по налогам и сборам — государственная должность Российской Федерации, поэтому для него чин не предусматривался).
Указом Президента Российской Федерации от 9 марта 2004 г. № 314 «О системе и структуре федеральных органов исполнительной власти» Министерство Российской Федерации по налогам и сборам преобразовано в Федеральную налоговую службу.
Указом Президента Российской Федерации от 9 июня 2006 г. № 577 «О классных чинах федеральных государственных гражданских служащих Федеральной налоговой службы и её территориальных органов» установлено, что классные чины, присвоенные федеральным государственным служащим в соответствии с Указом Президента Российской Федерации от 19 июля 2001 г. № 876 считаются классными чинами государственной гражданской службы Российской Федерации. Чины действительного государственного советника налоговой службы Российской Федерации I, II и III ранга стали считаться соответственно чинами действительного государственного советника Российской Федерации 1, 2 и 3 класса.
За период с 2001 по 2006 г. чин действительного государственного советника налоговой службы Российской Федерации I ранга не присваивался. Чины действительного государственного советника налоговой службы Российской Федерации II и III ранга присваивались Указами Президента Российской Федерации от 3 октября 2002 г. № 1116 и от 22 ноября 2003 г. № 1383.

## Знаки различия
На погонах действительных государственных советников налоговой службы Российской Федерации I, II и III ранга вышивались соответственно 3, 2 и 1 посеребренные выпуклые пятиконечные звезды диаметром 27 мм, в верхней части погон размещалась вышитая эмблема Министерства Российской Федерации по налогам и сборам.

## Список лиц, которым присвоены чины
Действительные государственные советники налоговой службы Российской Федерации II ранга
Указом Президента Российской Федерации от 3 октября 2002 г. № 1116 чин присвоен:
1. Аминев Салават Хурматович, заместитель Министра РФ по налогам и сборам
2. Аристархова Наталья Олеговна, статс-секретарь — заместитель Министра РФ по налогам и сборам
3. Мишин Виктор Иванович, заместитель Министра РФ по налогам и сборам
4. Мишустин Михаил Владимирович, заместитель Министра РФ по налогам и сборам
5. Садыгов Фамил Камиль оглы, заместитель Министра РФ по налогам и сборам
6. Шульгин Сергей Николаевич, заместитель Министра РФ по налогам и сборам

Действительные государственные советники налоговой службы Российской Федерации III ранга
Указом Президента Российской Федерации от 3 октября 2002 г. № 1116 чин присвоен:
1. Воробьева Татьяна Сергеевна, руководитель департамента
2. Губанов Валерий Николаевич, руководитель департамента
3. Гунько Вячеслав Николаевич, руководитель департамента
4. Иконников Александр Борисович, руководитель департамента
5. Казакова Валентина Николаевна, руководитель департамента
6. Карасева Татьяна Анатольевна, руководитель департамента
7. Ефименко Вадим Владимирович, руководитель департамента
8. Краснощекова Лидия Алексеевна, руководитель департамента
9. Куняев Николай Николаевич, руководитель департамента
10. Оганян Карен Иосифович, руководитель департамента
11. Саакян Рубен Арменакович, руководитель департамента
12. Сашичев Виктор Валентинович, руководитель департамента
13. Скребцов Павел Юрьевич, руководитель департамента
14. Устинов Антон Алексеевич, руководитель департамента
15. Чернова Ольга Николаевна, руководитель департамента

Указом Президента Российской Федерации от 22 ноября 2003 г. № 1383 чин присвоен:
1. Шелемех Надежда Николаевна, руководитель департамента